# 瓦莱-迪马达洛尼
瓦莱-迪马达洛尼（義大利語：Valle di Maddaloni），是意大利卡塞塔省的一个市镇。总面积10平方公里，人口2808人，人口密度280.8人/平方公里（2009年）。ISTAT代码为061097。